# Esclerocio

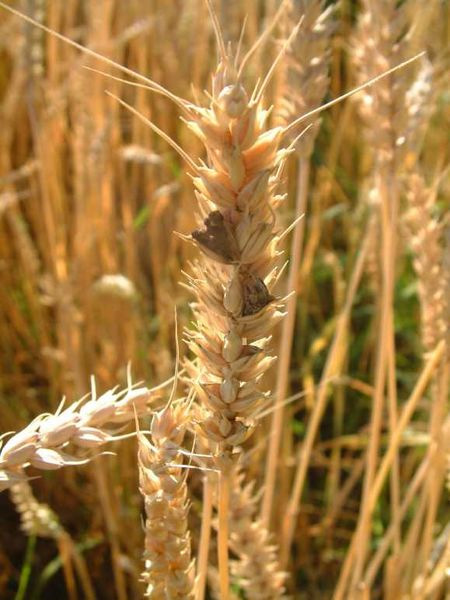
Esclerocios de Claviceps sp. en una espiga de trigo

Un esclerocio es una masa compacta de micelio endurecido que contiene reservas alimenticias. Un papel de los esclerocios es sobrevivir en periodos ambientales extremos. En algunos hongos superiores como Claviceps, los esclerocios se desprenden y permanecen en dormancia hasta que se den las condiciones favorables para el desarrollo de un nuevo micelio. Otros hongos  que producen esclerocios son patógenos en las cosechas de colza. Se suele controlar estos hongos con el uso de fungicidas y la rotación de cultivos.
Sclerotinia sclerotiorum es otro hongo productor de esclerocios que puede producir enfermedades importantes en los cultivos de patata, alubia, lechuga, tomate, apio, coliflor y repollo.